# Xã Valley, Quận Chester, Pennsylvania
Xã Valley (tiếng Anh: Valley Township) là một xã thuộc quận Chester, tiểu bang Pennsylvania, Hoa Kỳ. Năm 2010, dân số của xã này là 6.794 người.